# Hell’s Kitchen (Musical)
Hell’s Kitchen ist ein Musical in zwei Akten, welches vom Leben und Wirken von Alicia Keys inspiriert ist und das Aufwachsen einer jungen Musikerin im gleichnamigen Stadtteil von New York in den 90er Jahren thematisiert. Das Buch stammt von Kristoffer Díaz, Regie führte Michael Greif, die Choreografie stammt von Camille A. Brown. Die Musik besteht aus bekannten Songs von Alicia Keys sowie aus eigens von ihr für das Musical komponierten Stücken. Das Musical wurde im Oktober 2023 im The Public Theater (Off-Broadway) uraufgeführt und läuft seit April 2024 am Broadway im Shubert Theatre. Die Inszenierung gewann zwei Tony-Awards.